# Сальвадор Артігас
Сальвадор Артігас (ісп. Salvador Artigas, нар. 23 лютого 1913, Барселона — пом. 6 вересня 1997, Бенідорм) — іспанський футболіст, що грав на позиції захисника. По завершенні ігрової кар'єри — футбольний тренер. Виступав, зокрема, за клуб «Барселона».
Володар Кубка Іспанії з футболу (як тренер).

## Ігрова кар'єра
Народився 23 лютого 1913 року в місті Барселона. Вихованець футбольної школи клубу «Барселона». Дорослу футбольну кар'єру розпочав 1930 року в основній команді того ж клубу, в якій провів чотири сезони.
Згодом з 1934 по 1952 рік грав у складі команд клубів «Леванте», «Бордо», «Ле-Ман», «Ренн» та «Реал Сосьєдад».
Завершив професійну ігрову кар'єру у клубі «Ренн», у складі якого вже виступав раніше. Прийшов до команди 1952 року, захищав її кольори до припинення виступів на професійному рівні у 1955.

## Кар'єра тренера
Розпочав тренерську кар'єру, ще продовжуючи грати на полі, 1952 року, очоливши тренерський штаб клубу «Ренн».
Надалі очолював команди клубів «Реал Сосьєдад», «Бордо», «Барселона», «Ельче», «Атлетік Більбао» і національної збірної Іспанії.
Останнім місцем тренерської роботи був клуб «Севілья», команду якого Сальвадор Артігас очолював як головний тренер до 1973 року.
Помер 6 вересня 1997 року на 85-му році життя у місті Бенідорм.

## Титули і досягнення
- Володар Кубка Іспанії з футболу (1):

«Барселона»: 1967-68